# Nagasue Eiichi

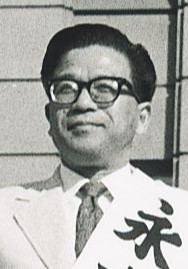
Nagasue Eiichi (1971)

Nagasue Eiichi (japanisch 永末 英一; geboren 2. Januar 1918 in der Stadt Kanada, Kreis Tagawa, Präfektur Fukuoka; gestorben 10. Juli 1994) war ein japanischer Politiker, langjähriger Abgeordneter aus Kyōto in beiden Kammern des Nationalparlaments und von 1989 bis 1990 Vorsitzender der Demokratisch-Sozialistischen Partei (DSP).

## Leben und Wirken
Nagasue Eiichi machte 1941 seinen Abschluss an der Universität Tokio im Fach Politikwissenschaften. Danach bildete er sich an der Harvard-Universität weiter. Er war bei der Südmandschurei-Eisenbahn tätig, wurde im Zweiten Weltkrieg zur Marine einberufen.
Nach dem Krieg gründete Nagasue 1946 das „Nagasue-Meinungsforschungsinstitut“ (永末世論研究所 Nagasue yoron kenkyūjo), ein Institut, das sich mit der Erforschung der öffentlichen Meinung befasste. Ab 1947 wurde er zweimal in das Stadtparlament Kyōto gewählt. In der Zeit war er 1950 als Lehrbeauftragter an der Dōshisha-Universität in der Fakultät Literaturwissenschaft tätig.
Nachdem Nagasue ab 1955 eine Sitzungsperiode im Präfekturparlament Kyōto tätig gewesen war, wurde er 1959 in der Präfektur Kyōto (zwei Mandate pro Teilwahl) noch als Kandidat der Sozialistischen Partei Japans (SPJ) mit dem zweithöchsten Stimmenanteil in das Rätehaus gewählt, das Oberhaus der Nationalversammlung, dem Nachfolger des Reichstags. Ein Jahr später beteiligte er sich an der Ausgründung der DSP aus der SPJ. Schon 1963 trat er für einen geplanten Kammerwechsel zurück und wurde im damaligen Fünfmandatswahlkreis 1 der Präfektur Kyōto, der zentrale Teile der Stadt Kyōto umfasste, ins Abgeordnetenhaus gewählt, das Unterhaus der Nationalversammlung, und dort später neunmal wiedergewählt. 1971 trat er zwischenzeitlich als Nationalabgeordneter für eine auch von der LDP unterstützte Kandidatur bei der Bürgermeisterwahl in der Stadt Kyōto zurück, unterlag aber relativ knapp (51,6 % zu 48,0 %) dem SPJ-KPJ-Einheitsfront-gestützten Kandidaten Funahashi Motoki; bei der nächsten Abgeordnetenhauswahl 1972 kehrte er ins Nationalparlament zurück.
Ab 1977 war er stellvertretender Sekretär der DSP und zugleich Leiter des Büros für internationale Angelegenheiten. Nachdem er 1978 Vorsitzender des „Komitees für Parlamentsangelegenheiten“ (kurz 国対 kokutai), ab 1985 stellvertretender Vorsitzender war, wurde er im Februar 1989 als Nachfolger von Tsukamoto Saburō (塚本 三郎; 1927–2020) Parteivorsitzender. Nach den Stimmenverlusten bei der Unterhauswahl 1990 übernahm er die Verantwortung und trat als Parteivorsitzender zurück. 1991 wurde er mit dem „Orden der Aufgehenden Sonne am Band“ geehrt. Bei der Abgeordnetenhauswahl 1993 trat Nagasue nicht mehr an und zog sich aus der Politik zurück. 1994 starb er.